# Virt
Virt este o comună slovacă, aflată în districtul Komárno din regiunea Nitra. Localitatea se află la altitudinea de 120 m deasupra n.m., se întinde pe o suprafață de 4,68 km2 și în 2017 număra 293 de locuitori.

## Istoric
Localitatea Virt este atestată documentar din 1256.

## Demografie
| An:                | 1994 | 2004   | 2014    | 2024    |
| ------------------ | ---- | ------ | ------- | ------- |
| Număr de persoane: | 326  | 317    | 284     | 324     |
| Diferență:         |      | −2,76% | −10,41% | +14,08% |

| An:                | 2023 | 2024   |
| ------------------ | ---- | ------ |
| Număr de persoane: | 318  | 324    |
| Diferență:         |      | +1,88% |